# Pico Headland
El Pico Headland (en inglés: Hay Peak) es un pico que llega a unos 875 m s. n. m. y se ubica en el lado norte del glaciar Geikie, a la cabeza de la bahía Cumberland Oeste en Georgia del Sur. Un territorio ubicado en el océano Atlántico Sur, cuya soberanía está en disputa entre el Reino Unido el cual las administra como «Territorio Británico de Ultramar de las islas Georgias del Sur y Sandwich del Sur», y la República Argentina que las integra al Departamento Islas del Atlántico Sur, dentro de la Provincia de Tierra del Fuego, Antártida e Islas del Atlántico Sur. Fue nombrado por el Comité Antártico de Lugares Geográficos del Reino Unido por Robert K. Headland, un asistente biológico del British Antarctic Survey en Grytviken, entre 1977 y 1982.